# El Carrizal, San José Lachiguiri
El Carrizal är en ort i Mexiko.   Den ligger i kommunen San José Lachiguiri och delstaten Oaxaca, i den sydöstra delen av landet, 400 km sydost om huvudstaden Mexico City. El Carrizal ligger 1 516 meter över havet och antalet invånare är 187.
Terrängen runt El Carrizal är huvudsakligen kuperad, men söderut är den bergig. Terrängen runt El Carrizal sluttar norrut. Runt El Carrizal är det ganska glesbefolkat, med 35 invånare per kvadratkilometer. Närmaste större samhälle är San Pedro Mixtepec, 18,2 km söder om El Carrizal. Trakten runt El Carrizal består i huvudsak av gräsmarker.